# Pipeline (électronique)
Pour les articles homonymes, voir Pipeline (homonymie).
 (septembre 2024).
Si vous disposez d'ouvrages ou d'articles de référence ou si vous connaissez des sites web de qualité traitant du thème abordé ici, merci de compléter l'article en donnant les références utiles à sa vérifiabilité et en les liant à la section « Notes et références ».
Un pipeline est un élément d'un circuit électronique numérique dans lequel des données progressent les unes derrière les autres. Un tel circuit permet d'augmenter le débit d'un circuit en décomposant les calculs en plusieurs parties. 
Ce concept est principalement connu par son application dans les processeurs. 

## Fonctionnement
Les données dans un pipeline progressent généralement au rythme d'un signal d'horloge : dans ce cas, il est constitué de bascules commandées par l'horloge qui mémorisent les données, alternant éventuellement avec des circuits réalisant des calculs.
Cependant, le signal d'horloge comme les bascules ne sont pas nécessaires : les pipelines asynchrones, sans signal d'horloge, utilisent un mécanisme de synchronisation local ; enfin, le principe des « wave pipelines » consiste à ne pas utiliser de bascules : les signaux se propagent librement dans le circuit, le pipeline étant conçu pour qu'ils ne se rattrapent pas les un les autres.